# Norbert Krause
Norbert Krause (* 30. September 1959 in Wolfsburg) ist ein deutscher Chemiker.

## Leben
Krause studierte ab 1979 an der Technischen Universität Braunschweig Chemie und fertigte unter Henning Hopf 1984 seine Diplomarbeit über das Thema Dehydroretinale an. 1986 wurde er in der gleichen Arbeitsgruppe mit der Arbeit Sterisch und elektronisch modifizierte Retinoide promoviert. Seine Habilitation erfolgte 1993 an der Technischen Hochschule Darmstadt unter Klaus Hafner mit dem Thema Regio- und  Stereoselektivitätsprobleme bei Additionsreaktionen von Organocupraten.
1994 erhielt er einen Ruf an die Universität Bonn als Professor für Organische Chemie. 1998 wechselte er an die Universität Dortmund, wo er seither forscht und lehrt.
Von 2006 bis 2013 war er Mitglied des Editorial Boards des European Journal of Organic Chemistry.

## Auszeichnungen
- 1991: Heinz Maier-Leibnitz-Preis
- 1993: ADUC-Jahrespreis für Habilitanden
- 2003 und 2009: Japan Society for the Promotion of Science (JSPS) Fellowship

## Bücher
- Norbert Krause: Metallorganische Chemie.  Lehmanns Media Berlin 2008, ISBN 978-3-86541-309-3.
- Vincent Gandon, Norbert Krause (Hrsg.): Science of synthesis / Vol. 44 : Category 6, Compounds with all-carbon functions. Cumulenes and allenes. Thieme Stuttgart 2008, ISBN 978-3-13-118971-4.
- Norbert Krause, Stephen Hashmi: Modern allene chemistry. Wiley-VCH Weinheim 2004, ISBN 3-527-30671-4.
- Norbert Krause (Ed.): Modern Organocopper Chemistry. Wiley-VCH Weinheim 2002, ISBN 3-527-29773-1.